# Bezirk Santa Catalina o Calovébora
Santa Catalina o Calovébora ist ein Bezirk (distrito) des indigenen Territoriums Ngöbe-Buglé in Panama. Die Einwohnerzahl betrug laut Volkszählung 2023 10.714. Es liegt in der Unterregion Ño Kribo.
Er wurde durch Gesetz 33 vom 10. Mai 2012 geschaffen und trennte sich vom Bezirk Kusapín.

## Gliederung
Der Bezirk Santa Catalina o Calovébora ist administrativ in folgende Corregimientos unterteilt:
- Alto Bilingüe
- Loma Yuca
- San Pedrito
- Santa Catalina o Calovébora (Hauptstadt)
- Valle Bonito